# 佐竹義斯
佐竹 義斯（さたけ よしつな/よしこれ、天文14年（1545年） - 慶長4年4月18日（1599年6月10日）は、日本の戦国時代の武将。常陸の戦国大名佐竹氏の一族で、佐竹北家第4代当主。佐竹義廉の嫡男。通称は又七郎。官途名は左衛門尉。北義斯とも。佐竹義憲の父。
一族の重鎮として主に豪族や家臣の統制などに尽力した。主な事跡としては、出奔した和田昭為の一族の仕置きや、小田氏治追放後の小田城代などがある。また那須氏との和睦を成立させるなど、外交面でも活躍したという。55歳で死去。法名、月叟賢哲。
義斯の死去の翌々日には嫡男の義憲も死去したため、孫にあたる義廉が第6代当主となった。